# Rydsberg
Rydsberg is een plaats in de gemeente Nynäshamn in het landschap Södermanland en de provincie Stockholms län in Zweden. De plaats heeft 62 inwoners (2005) en een oppervlakte van 26 hectare.